# Santana do Capivari
Santana do Capivari é um distrito do município de Pouso Alto no estado de Minas Gerais. O distrito fica próximo à divisa com os estados do Rio de Janeiro e de São Paulo, na Serra da Mantiqueira.

## Economia
O local possui algumas pequenas empresas como fábrica de sapato, reciclagem e um posto de gasolina.
Para pequenas despesas há alguns pequenos mercados. Já para compras maiores os moradores costumam ir a cidades vizinhas como Itanhandu. A cidade de São Lourenço, que é a maior da região e mais bem estruturada, também é muito frequentada pelos moradores de Santana do Capivari. O distrito não tem agências bancárias, mas há caixas eletrônicos do Banco do Brasil e da Caixa Econômica Federal. O acesso ao distrito é feito pelas rodovias BR-354 e MG-158.

## Educação
O distrito tem apenas uma escola para crianças que estão frequentando até a 4º série do ensino fundamental. Depois é necessário se matricular em escolas da cidade de Pouso Alto ou de outras cidades vizinhas para terminar os estudos.

## Saúde
Em Santana do Capivari há um pequeno posto de saúde. Casos mais complexos normalmente são encaminhados para ao hospital de Pouso Alto ou para a Casa de Caridade de São Lourenço, que é melhor equipada e atende a toda região.

## Mapa Interativo
- «Mapa do município de Pouso Alto»